# Invasió italiana d'Egipte
La invasió italiana d'Egipte, anomenada Operació E en termes militars, va ser una ofensiva en la Segona Guerra Mundial, contra les forces britàniques, de la Commonwealth i de les forces franceses lliures. La invasió italiana va posar fi a les escaramusses frontereres i va començar la campanya del Desert Occidental entre el 1940 i el 1943. L'objectiu de les forces italianes a Líbia era apoderar-se del canal de Suez avançant al llarg de la costa egípcia. Després de nombrosos retards, l'abast de l'ofensiva es va reduir a un avanç fins a Sidi Barrani, amb atacs a les forces britàniques a l'àrea.
El Desè Exèrcit va avançar prop de 65 milles (105 km) cap a Egipte, però només va fer contacte amb les forces de detecció britàniques del 7è Grup de Suport —7a Divisió Blindada—, no amb la força principal al voltant de Mersa Matruh. El 16 de setembre del 1940, el Desè Exèrcit es va aturar i va prendre posicions defensives al voltant del port de Sidi Barrani, amb la intenció de construir campaments fortificats, mentre esperaven que els enginyers construïssin la Via della Vittoria al llarg de la costa, una extensió de la Via Balbia. Els italians van començar a acumular subministraments per a un avanç cap a Mersa Matruh, unes 80 milles (130 km) més a l'est, la base de la 7a Divisió Blindada i la 4a Divisió d'Infanteria (Índia).
El 8 de desembre, abans que el 10è Exèrcit estigués llest per reprendre el seu avanç sobre Mersa Matruh, els britànics van començar l'Operació Compass. L'operació va ser planejada com una incursió de cinc dies contra la línia de campaments italians fortificats fora de Sidi Barrani. La incursió va ser un èxit i les poques unitats del 10è Exèrcit a Egipte que no van ser destruïdes es van veure obligades a retirar-se. Els britànics van perseguir les restes del Desè Exèrcit a Sollum, Bardia, Tobruk, Derna, Mechili, Beda Fomm i El Agheila al Golf de Sirte. Els britànics van perdre 1900 homes, entre morts i ferits, durant l'operació i van capturar 133 298 presoners italians i libis, 420 tancs, més de 845 canons i molts avions.

## Antecedents

### Líbia

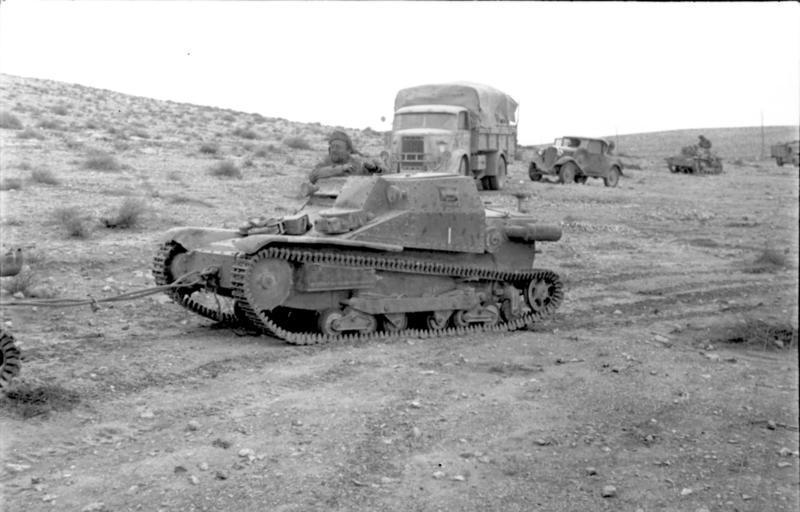
Tanquetes italianes L3/33.

Cirenaica, la província oriental de Líbia, havia estat una colònia italiana des de la guerra ítalo-turca (1911–1912). Amb Tunísia, una part d'Àfrica del nord francesa a l'oest i Egipte a l'est, els italians es van preparar per defensar ambdues fronteres, a través d'una Seu Suprema del Nord d'Àfrica, sota el comandament del Governador General de Líbia italiana, Mariscal de la Força Aèria, Italo Balbo. La Seu Suprema tenia el 5è. Exèrcit, al comandament del general Italo Gariboldi a l'oest i el 10è Exèrcit, al comandament del general Mario Berti a l'est, que a mitjans del 1940 tenia nou divisions metropolitanes d'aproximadament 13 000 homes cadascuna, tres divisions de la Milizia Volontaria per la Sicurezza Nazionale, més coneguts com a «Camises Negres» i dues divisions colonials libies italianes amb 8000 homes cadascuna. Els reservistes havien estat tornats a ser cridats a files el 1939, juntament amb l'habitual cridada de reclutes.
El 1936, el general Alberto Pariani havia estat nomenat cap de l'Estat Major de l'exèrcit italià i va començar una reorganització de les divisions per lluitar contra les guerres de decisió ràpida, segons el pensament que la velocitat, la mobilitat i la nova tecnologia podrien revolucionar les operacions militars. El 1937 van començar a canviar les divisions de tres regiments (triangulars) a dos regiments (divisions binàries), com a part d'un pla de deu anys per reorganitzar l'exèrcit permanent en 24 binaris, 24 triangulars, dotze de muntanya, tres motoritzats i tres divisions blindades. L'efecte del canvi va ser augmentar la càrrega administrativa de l'exèrcit, sense un augment corresponent en l'efectivitat. Les noves tecnologies, els tancs, els vehicles motoritzats i les comunicacions sense fils van trigar a arribar i van ser inferiors a les dels enemics potencials. La dilució de la classe d'oficials per trobar personal addicional de la unitat es va agreujar per la politització de l'exèrcit i l'addició de la Milícia Camises Negres. Les reformes també van promoure atacs frontals a l'exclusió d'altres teories, deixant de costat l'èmfasi en la guerra mòbil ràpida recolzada per l'artilleria.
La moral es considerava alta i l'exèrcit tenia experiència recent en operacions militars. La Règia Marina havia prosperat sota el règim feixista, que havia comprat tres vaixells ràpids, ben construïts i ben armats i una gran flota submarina, però la marina mancava d'experiència i entrenament. La Règia Aeronautica estava llesta per a la guerra el 1936, però s'havia estancat i els britànics no consideraven que fos capaç de mantenir una alta taxa d'operacions. El 5è Exèrcit, amb vuit divisions, tenia la seva base a Tripolitania, la meitat occidental de Líbia, enfront de Tunísia, i el 10è Exèrcit, amb sis divisions d'infanteria, es va mantenir a Cirenaica, a l'est. Quan es va declarar la guerra, el 10è Exèrcit va desplegar la 1a Divisió libia Sibille a la frontera de Giarabub a Sidi Omar i el XXI Cos de Sidi Omar a la costa, Bardia i Tobruk. El XXII Cos es va moure al sud-oest de Tobruk, per actuar com una força de contraatac.

Abans de declarar-se la guerra, Balbo va expressar els seus dubtes a Mussolini,
| « | "No és la quantitat d'homes que em causa ansietat, sinó les seves armes ... equipades amb peces d'artilleria molt antigues i limitades, gairebé sense armes antitancs i antiaèries ... és inútil enviar més milers d'homes si no podem proporcionar-los els requisits indispensables per a moure's i lluitar. - Italo Balbo | » |

i va exigir més equip, inclosos 1000 camions, 100 camions cisterna, més tancs mitjans i canons antitanc, que l'economia de guerra italiana no va poder produir o l'exèrcit es va transferir d'una altra part. El mariscal d'Itàlia Pietro Badoglio, per llavors Cap d'Estat Major a Roma, va fer promeses: «Quan tinguis els setanta tancs mitjans dominaràs la situació», mentre Balbo es preparava per envair Egipte el 15 de juliol. Després que matessin a Balbo, Benito Mussolini el va reemplaçar amb el mariscal Rodolfo Graziani, amb ordres d'atacar Egipte abans del 8 d'agost. Graziani va respondre que el Desè Exèrcit no estava equipat adequadament i que un atac no podria tenir èxit però Mussolini li va ordenar a Graziani que ataqués de totes maneres.

### Egipte

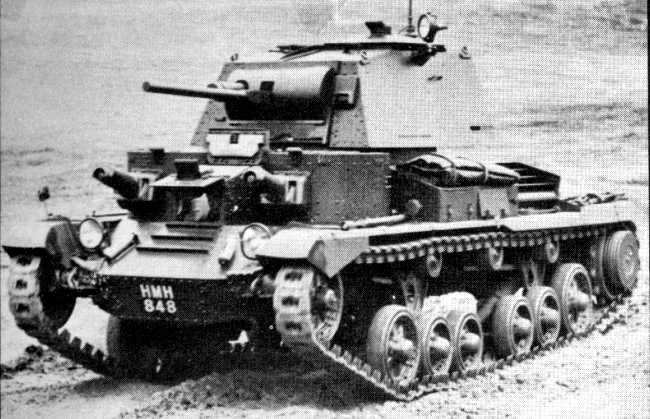
Tanc Cruiser Mk I (A9).

Els britànics havien basat les seves forces a Egipte des del 1882, però aquestes van ser reduïdes en gran manera pels termes del Tractat anglo-egipci de 1936. La petita força britànica i de la Commonwealth va guarnir el Canal de Suez i la ruta del Mar Roig. El canal va ser vital per a les comunicacions britàniques amb els seus territoris del Llunyà Orient i l'Oceà Índic. A mitjans del 1939, el tinent general Archibald Wavell va ser nomenat oficial general al comandament en cap (GOC-in-C) del nou Comandament d'Orient Mitjà, sobre els teatres del Mediterrani i Mig Orient. Fins a l'armistici del 22 de juny de 1940, les divisions franceses a Tunísia es van enfrontar al 5è Exèrcit italià a la frontera occidental de Líbia.
A Líbia, el Regio Esercito tenia aproximadament 215 000 homes i a Egipte els britànics tenien al voltant de 36 000 soldats, amb altres 27 500 homes entrenant a Palestina. Les forces britàniques van incloure la Divisió Mòbil (Egipte) al comandament del «Major General» Percy Hobart, una de les dues formacions d'entrenament blindades britàniques, que a mitjans del 1939 va passar a anomenar-se Divisió Cuirassada (Egipte) (el 16 de febrer de 1940, es va convertir en la 7a Divisió Blindada. La frontera entre Egipte i Líbia va ser defensada per la Força de la Frontera d'Egipte i al juny del 1940, la caserna general de la 6a Divisió d'Infanteria del Major General Richard O'Connor va prendre el comandament en el Desert Occidental, amb instruccions d'expulsar els italians dels seus llocs fronterers i dominar l'interior si començava la guerra. La 7a Divisió cuirassada, menor que la setena brigada cuirassada, es va reunir a Mersa Matruh i va enviar al setè grup de suport cap a la frontera com una força de cobertura.
La RAF també va moure la majoria dels seus bombarders més prop de la frontera i Malta va ser reforçada per amenaçar la ruta de subministrament italiana a Líbia. El 17 de juny, el HQ de la 6a Divisió d'Infanteria, que mancava d'unitats completes i entrenades, va passar a cridar-se Força del Desert Occidental. A Tunísia els francesos tenien vuit divisions, capaces, únicament, d'operacions limitades, i a Síria hi havien tres divisions mal armades i entrenades, amb prop de 40 000 soldats i guàrdies de frontera, amb tasques d'ocupació contra la població civil. Les forces terrestres i aèries italianes a Líbia van superar en gran manera als britànics a Egipte, però van sofrir de mala moral i van tenir en contra l'equip inferior del que disposaven. A l'est d'Àfrica italiana havien unes altres 130 000 tropes italianes i africanes amb 400 canons, 200 tancs lleugers i 20 000 camions; Itàlia va declarar la guerra a partir del 10 de juny del 1940.

### El terreny

Els vents del Mediterrani

La guerra es va lliurar, principalment, al Desert Occidental, que tenia aproximadament 390 quilòmetres (240 milles) d'ample, des de Mersa Matruh a Egipte fins a Gazala a la costa de Líbia, al llarg de la Via Balbia, l'única carretera pavimentada. El gran mar de sorra, 240 km (150 milles) cap a l'interior, marcava el límit sud del desert al punt més ample en Giarabub i Siwa; en el llenguatge britànic, el Western Desert va arribar a incloure la Cirenaica oriental a Líbia. Des de la costa, estenent-se terra endins es troba una plana elevada i una altra plana de desert pedregós a 150 m (uns 500 peus) sobre el nivell del mar, que s'estén a una distància de 200-300 km (120–190 milles) fins al mar de sorra. Escorpins, escurçons i mosques poblen la regió, que està habitada per un petit nombre de beduïns nòmades.
Els beduïns rastregen els pous i la forma més fàcil de travessar el terreny. L'orientació va ser pel sol, els estels, la brúixola i el «sentit del desert», una bona percepció del medi ambient que es guanya amb l'experiència. Quan les tropes italianes van avançar a Egipte al setembre del 1940, el Grup Maletti es va perdre en sortir de Sidi Omar, va desaparèixer i va haver de ser trobat mitjançant un avió. A la primavera i estiu, els dies són molt calorosos i les nits molt fredes. El Xaloc (Gibleh o Ghibli), un vent càlid del desert, mou núvols de sorra fina, la qual cosa redueix la visibilitat a uns pocs metres i cobreix ulls, pulmons, maquinària, aliments i equips. Els vehicles motoritzats i els avions necessiten filtres especials d'oli i aire, i el terreny àrid significa que l'aigua i els aliments, així com les tendes militars, han de ser transportats des de l'exterior.

## Preludi

### 10è Exèrcit
Les deu divisions del 10è Exèrcit sota el comandament de Berti estaven als cossos XX, XXI, XXII, XXIII i el nou Gruppo Divisioni Libiche (Cos de Líbia). Les divisions del Desè Exèrcit eren divisions estàndard d'infanteria binària italiana, divisions d'infanteria Camises Negres o Camicie Nere o CCNN o divisions colonials líbies italianes. El cos libi, el cos XXIII i el cos XXI van ser utilitzats a la invasió. El Cos libi tenia dues divisions d'infanteria líbia i el Gruppo Maletti o Raggruppamento Maletti, una unitat ad hoc composta per sis batallons motoritzats libis sota el comandament del General Pietro Maletti. El Gruppo Maletti va incorporar gran part de les armes disponibles per als italians i gairebé tots els tancs mitjans Fiat M11/39. Maletti va avançar amb l'exèrcit i Graziani va romandre a la seva caserna general a Tobruk.
Berti va preferir un avanç al llarg de la carretera de la costa per la infanteria del XXI Cos, perquè les divisions d'infanteria metropolitana del XXI Cos tenien poca experiència al desert. Estarien flanquejats al sud per les divisions líbies molt més experimentades i el motoritzat Grupo Maletti. Les forces de terra van ser recolzades per la 5.° Squadra de la Règia Aeronautica, amb 300 avions de diversos tipus. El comando tenia quatre ales de bombarder, una de combat, tres grups de combat, dos grups de reconeixement i dos esquadrons d'avions de reconeixement colonial, amb bombarders Savoia-Marchetti SM.79, avions d'atac terrestre Breda Ba.65, caces Fiat CR.42 i avions de reconeixement IMAM Ro.37, Caproni Ca.309 i Caproni Ca.310bis. La 5ª Squadra es va organitzar per seguir i recolzar a l'exèrcit al camp com una unitat autònoma. Berti podia esperar poc suport de la Règia Marina italiana, perquè s'havien perdut deu submarins des que Itàlia va declarar la guerra, la flota era massa important per arriscar-se i mancava de combustible.

### Plans italians
Tres vegades es van fixar les dates per a una invasió italiana i després es van cancel·lar; el primer pla tenia la intenció de coincidir amb una invasió alemanya a Anglaterra prevista pel 15 de juliol del 1940. Balbo va exigir tots els camions del 5è. Exèrcit i als tancs mitjans Fiat M11/39 que li van ser lliurats, per reforçar el Desè Exèrcit per a un encreuament de la frontera i una ocupació de Sollum tan aviat com es va declarar la guerra. Després que un contraatac britànic fos rebutjat i els exèrcits italians fossin recanviats, l'avanç continuaria. Encara que aquest pla es va basar en una apreciació realista del que podien aconseguir els exèrcits italians a Líbia, va fracassar quan es va cancel·lar la invasió d'Anglaterra. El segon pla, pel 22 d'agost, va ser per establir un avanç limitat cap a Sollum i Shawni el Aujerin cap a l'est, amb tres columnes movent-se en tres línies d'avanç. Una vegada que Sollum estigués segur, es consideraria un avanç cap a Sidi Barrani, un exemple de l'avanç en massa utilitzat al front nord de la Guerra d'Etiòpia. Les divisions d'infanteria no motoritzades italianes utilitzarien l'única xarxa de carreteres, però la calor de l'estiu a l'agost, que els hauria afectat més, va portar a un altre ajornament.

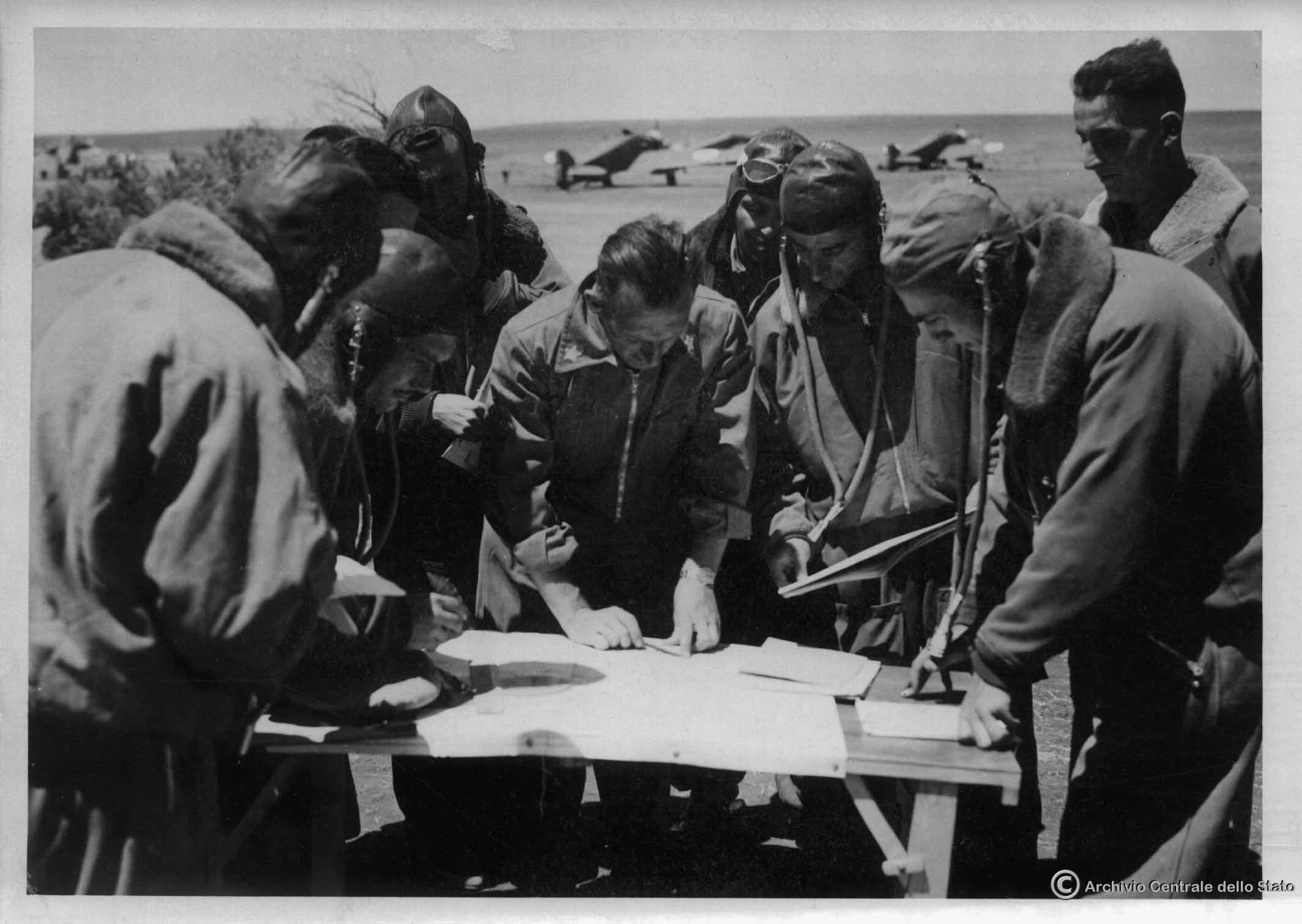
Pilots italians de la Règia Aeronautica estudien un mapa a Egipte (setembre del 1940).

El tercer pla era una invasió el 9 de setembre, amb Sidi Barrani com a objectiu, que Graziani va revelar al seu personal sis dies abans del dia en què Mussolini va ordenar la invasió. Les divisions metropolitanes no motoritzades van avançar al llarg de la costa i van atacar a través del Pas de Halfaya, per ocupar Sollum i continuar fins a Sidi Barrani. Una columna del sud de les divisions libies i el Gruppo Maletti havien d'avançar al llarg de Dayr al Hamra, a Bir ar Rabiyah i Bir Enba, per sobrepassar als britànics a l'escarpa. El Gruppo Maletti havia d'avançar cap al sud i l'est a través del desert, però el personal italià no va proporcionar els mapes i l'equip de navegació adequats; en passar als seus punts de muntatge i de salt, el grup es va perdre i la caserna general del XXIII Cos va haver d'enviar avions per ajudar a portar al grup a la posició, les divisions libies van arribar més tard a la trobada, prop de Fort Capuzzo.
El fracàs del desplegament es va sumar als dubtes sobre la falta de camions i avions de transport i la dominació britànica del terreny, la qual cosa va portar a un altre canvi de pla. El quart pla va ser pel 13 de setembre, amb Sidi Barrani i l'àrea al sud com a objectiu. El Desè Exèrcit, amb cinc divisions i els tancs, avançaria en massa per la carretera de la costa, ocuparia Sollum i avançaria fins a Sidi Barrani, a través de Buq Buq. Havent arribat a Sidi Barrani, l'exèrcit havia de consolidar-se i portar subministraments, destruir un contraatac britànic i reprendre l'avanç cap a Matruh. Les divisions d'infanteria italiana no motoritzada havien d'utilitzar la carretera de la costa, perquè aquestes divisions serien ineficaces en qualsevol altre lloc. Una operació similar s'havia dut a terme en el front nord d'Etiòpia, però anava en contra de la teoria, per la qual cosa hi havia moltes forces en contra per executar-ho. Graziani creia que l'única manera de derrotar els britànics era per major nombre d'efectius, havent sobreestimat la seva força.

### Força del Desert Occidental

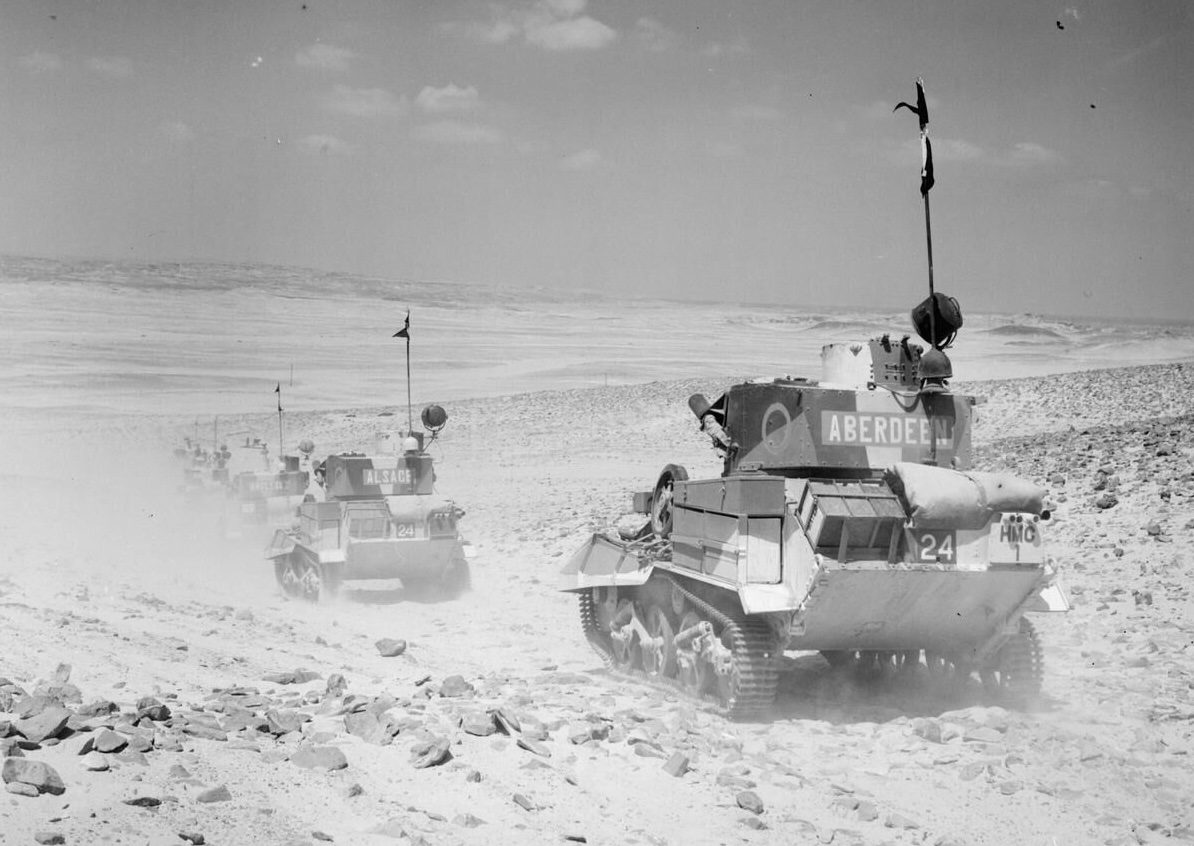
Els tancs lleugers britànics MK VIB de la 7ª Divisió Blindada en patrulla al desert, 2 d'agost del 1940.

Wavell tenia al voltant de 36 000 soldats a Egipte, incloses les unitats de suport i administració. Totes les formacions estaven incompletes i mancaven d'equipament i artilleria. La 2a Divisió de Nova Zelanda amb el Major General Bernard Freyberg al comandament, tenia una brigada d'infanteria, un regiment de cavalleria no flexible, un batalló de metralladores i un regiment d'artilleria de campanya; la 4a. Divisió d'Infanteria (Índia) amb el General de Divisió Noel Beresford-Peirse al comandament, tenia dues brigades d'infanteria i part del seu establiment d'artilleria; la 7a. Divisió Blindada del Major General Sir Michael O'Moore Creaghtenía dues brigades blindades compostes de dos regiments en lloc dels tres i catorze batallons de brigades d'infanteria britànica. Wavell havia de defensar Egipte i el Canal de Suez contra una força benvolguda de 250 000 soldats italians amb base a Líbia i uns 250 000 més a Àfrica Oriental Italiana.
El Grup de Suport, amb tres batallons d'infanteria motoritzats, artilleria, enginyers i artillers, havia de fustigar als italians i lluitar en les accions de demora entre la frontera i Matruh si era atacat, però mantenir intacta la capacitat d'atacar a la principal força italiana.[23] A Matruh, una força d'infanteria esperaria l'atac italià, mentre que des de l'escarpa en el flanc del desert, la major part de la 7a. Divisió Blindada estaria llesta per contraatacar. La missió de la força de cobertura era exagerar la seva grandària i el Grup de Suport havia d'usar la seva mobilitat per cobrir el flanc del desert, mentre que al llarg de la carretera de la costa, la 3a Coldstream Guards, una companyia del 1r Cos del King's Royal Rifle Corps (KRRC) i una companyia motoritzada d'infants de marina de la França Lliure. Els infants de marina francesos, amb artilleria de suport i metralladores, retrocedirien en etapes, demolint la carretera quan es retiressin.[24][25] A la fi de maig del 1940, la Royal Air Force a l'Orient Mitjà tenia 205 avions, inclosos 96 bombarders Bristol Bombai i Blenheim i 75 caces Gloster Gladiator obsolets i altres 34 de diversos tipus. Al juliol van arribar quatre Hawker Hurricane, però només un va poder ser separat per a la Força del Desert Occidental. A la fi de juliol, la Flota del Mediterrani havia guanyat el control del Mediterrani oriental i van poder bombardejar les posicions costaneres italianes i transportar subministraments al llarg de la costa cap a Matruh i més enllà.

### Escaramusses frontereres

Els oficials de l'11° Regiment d'Hússars usen una ombrel·la per fer ombra durant un alt, mentre patrullen a la frontera de Líbia, el 26 de juliol del 1940. El vehicle és un automòbil blindat Morris CS9.

El 17 de juny, utilitzant la seu de la Sisena Divisió d'Infanteria britànica es va formar la base de la WDF sota el comandament del Tinent General O'Connor per controlar a totes les tropes que enfronten els italians a Cirenaica, uns 10 000 homes, amb avions, tancs i armes. O'Connor va organitzar patrulles agressives al llarg de la frontera i es va disposar a dominar la terra de ningú mitjançant la creació de columnes de jock, formacions mòbils d'armes combinades basades en unitats de la 7a Divisió Blindada.[27] Aquestes petites forces regulars ben entrenades van realitzar els primers atacs a combois italians i posicions fortificades a través de la frontera.[28] Les patrulles britàniques es van acostar fins a la frontera de filferro l'11 de juny per dominar l'àrea, fustigar a les guarnicions dels forts de la frontera i establir emboscades al llarg de la Via Balbia i les sendes que anaven terra endins.
Algunes tropes italianes no sabien que la guerra havia estat declarada i setanta van ser capturats a la senda a Sidi Omar. Les patrulles anaven al nord fins a la carretera de la costa entre Bardia i Tobruk, a l'oest a Bir el Gubi i al sud a Giarabub. En una setmana, l'11è Regiment d'Hússars del propi Príncep Alberto, van prendre el Fort Capuzzo i, en una emboscada a l'est de Bardia, van capturar al General Lastucci, l'Enginyer en Cap del 10è Exèrcit. Els reforços italians van arribar a la frontera, van començar a realitzar patrulles de reconeixement, van millorar les defenses de la frontera i van recuperar el Fort Capuzzo. El 13 d'agost, es van detenir les incursions britàniques per conservar la capacitat de servei dels vehicles; el Grup de Suport de la 7a Divisió Blindada es va fer càrrec d'observar el filat al llarg de 97 quilòmetres (60 milles) des de Sollum fins a Forta Maddalena, llest per combatre en accions de demora si els italians envaïen Egipte.

## Operazione E

### 9-10 de setembre
El XXIII Cos a càrrec del General Annibale Bergonzoli liderararía l'atac del 10è Exèrcit a Egipte a Sidi Barrani al llarg de la carretera de la costa amb formacions motoritzades i no motoritzades. Als cossos se'ls havien donat suficients camions com per motoritzar tres divisions d'infanteria, però només podien motoritzar completament una divisió. Bergonzoli volia el 1r. Raggruppamento Carri com a guàrdia avançada, dues divisions d'infanteria motoritzades en línia i una divisió motoritzada en reserva. Les dues divisions d'infanteria no motoritzada de Líbia es mourien a peu, amb el Grup Maletti en la rereguarda. El 1er Raggruppamento Carri es va mantenir en reserva, a excepció del Batalló de Tancs Lleugers LXII, que es va adjuntar a la 63a Divisió de Marmarica i el batalló de tancs lleugers LXIII assignat a la 62a Divisió de Cirene. El segon Raggruppamento Carri es va quedar en Bardia a excepció del IX Batalló de Tancs Lleugers amb la Segona Divisió Líbia de Pescatori. El II batalló de tancs mitjans estava amb el Grup Maletti, que tenia tres batallons d'infanteria libis totalment motoritzats.
El 9 de setembre, l'activitat de la Règia Aeronautica va augmentar i els bombarders de l'esquadró n.º 55, de l'esquadró núm. 113 i de l'esquaró núm. 211 van prendre represàlies amb atacs a aeròdroms, transport, dipòsits de subministraments i una incursió a Tobruk de 21 avions. Més tard, en el mateix dia, 27 bombarders italians van escombrar Buq Buq i la RAF va realitzar més incursions contra els aeròdroms italians. El reconeixement aeri britànic va revelar molt moviment terrestre a Bardia, Sidi Azeiz, Gabr Saleh i cap a Sidi Omar des de l'oest, la qual cosa es va interpretar com el començament de la invasió italiana. L'avanç del Desè Exèrcit va mostrar les limitacions de la mobilitat i la navegació italianes quan el Grup Maletti es va perdre en dirigir-se cap a Sidi Omar, a la Frontera de filferro. El 10 de setembre, els automòbils blindats de l'11è Regiment d'Hússars van veure al Grup Maletti i una boirina pesada va protegir als britànics mentre seguien la lenta acumulació italiana. Quan la boira es va buidar, els hússars van ser atacats per avions, tancs i artilleria italiana.

### 13–14 de setembre

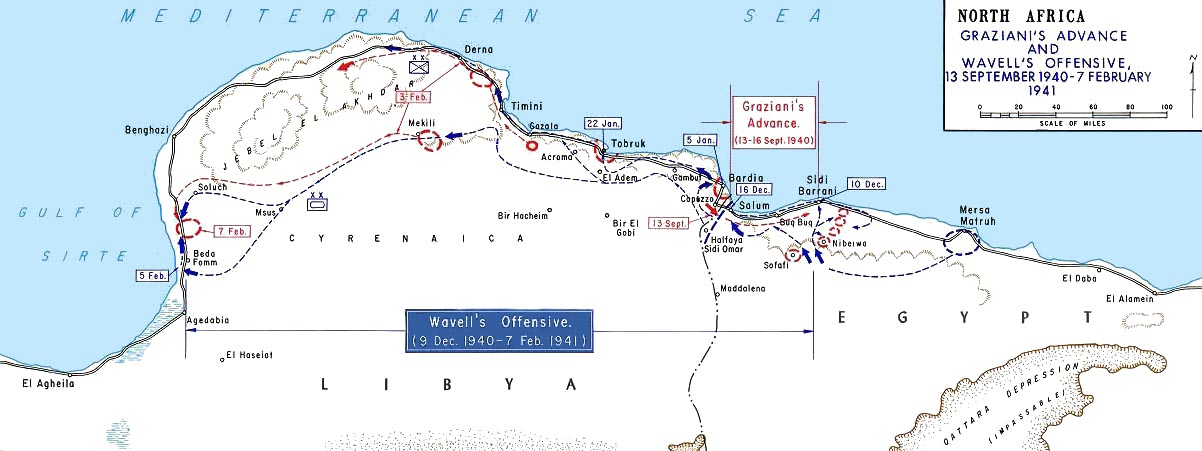
La invasió italiana d'Egipte, 1940.

El 13 de setembre, la «1a Divisió de Camises Negres 23 de Març», va recuperar el Fort Capuzzo i un bombardeig va caure sobre Musaid, just demunt del costat egipci de la frontera, que després va ser ocupat. El foc d'artilleria i els bombardejos van començar a l'aeròdrom de Sollum i a les casernes, que estaven buides, que van aixecar un núvol de pols. Quan es va buidar la pols, es va poder veure a l'exèrcit italià preparat per avançar contra la força de cobertura britànica de la 3a Coldstream Guards, una mica d'artilleria de camp, un batalló d'infanteria addicional i una companyia de metralladores. Els italians van avançar al llarg de la costa amb dues divisions al capdavant, darrere d'una pantalla de motociclistes, tancs, infanteria motoritzada i artilleria. La formació italiana va ser un blanc fàcil per a l'artilleria i els avions, però la «1a Division libia Sibille» va ocupar les casernes de Sollum i va començar a desplaçar-se pel penya-segat fins al port. A l'altiplà interior, un avanç italià cap al Pas de Halfaya va ser combatut per una força de cobertura d'una tercera companyia del Coldstream, un escamot del Northumberland Fusiliers i una mica d'artilleria, que va començar a retirar-se a la tarda, a mesura que arribaven més infanteria i tancs italians.
Durant la nit, dues columnes de la 2a Division de Liberia Pescatori, la 63a Divisió d'Infanteria Cirene i el grup Maletti de Musaid i la 62a Divisió d'Infanteria Marmarica de Sidi Omar, van convergir en el pas. L'endemà, les unitats italianes en l'escarpa van començar a descendir pel pas, cap a la força italiana que avançava al llarg de la carretera de Sollum. Un esquadró de l'11è Regiment d'Hússars, la 2a Brigada de Rifles i els tancs de creuer del 1a Regiment de Tancs Reals (1er RTR) van assetjar per força italiana en l'escarpa. Just després del migdia, les tropes britàniques a la costa es van retirar a Buq Buq i es van reunir amb reforços de l'11è Regiment d'Hússars i una companyia motoritzada d'infants de marina francesos, que va ser suficient per mantenir el contacte amb els italians. Els britànics es van retirar a Alam Hamid el 15 de setembre i d'Alam el Dab el 16 de setembre, tractant infligir pèrdues màximes sense quedar atrapats i destruint la carretera de la costa a mesura que avançaven, danys que van empitjorar per la quantitat de trànsit.

### 16 de setembre
La part no compromesa del 1r Raggruppamento Carri, va seguir la 1a Divisió Líbia Sibille i la 2a Divisió Líbia Pescatori cap a Bir Thidan el Khadim. A Alam el Dab, prop de Sidi Barrani, uns cinquanta tancs italians, infanteria motoritzada i artilleria van intentar un moviment de flanqueig, la qual cosa va obligar els guàrdies de Coldstream a retirar-se.[34] El grup blindat va ser atacat per l'artilleria de campanya britànica i no va fer cap altre moviment, però a causa de la foscor la 1a. Divisió de Camises Negres, havia ocupat Sidi Barrani el 23 de març. Sobre la escarpa, les forces de cobertura britàniques van retrocedir paral·leles a les de la carretera de la costa i l'amenaça del flanc del desert no es va materialitzar. Les aeronaus britàniques van fer moltes sortides de reconeixement i bombardeig i 5a. Squadra va realitzar metrallaments amb fins a 100 caces i incursions de bombardeig contra els aeròdroms britànics de primera línia i les posicions defensives. Els britànics van creure que l'avanç italià es detindria a Sidi Barrani i Sofafi i van començar a observar les posicions amb l'11é Regiment d'Hússars, quan el Grup de Suport es va retirar a descansar i la 7a Divisió Blindada es va preparar per realitzar un avanç sobre Matruh. Les transmissions de ràdio italianes sobre la invasió van suggerir que l'avanç continuaria des de Sidi Barrani, però aviat va semblar que els italians estaven atrinxerant-se en un arc al sud i al sud-oest en Maktila, Tummar (aquest), Tummar (oest), Nibeiwa i al cim de l'escarpa a Sofafi així com en divisions més retardades i van ocupar Buq Buq, Sidi Omar i Halfaya Pass.[36][35]

## Conseqüències

### Anàlisi

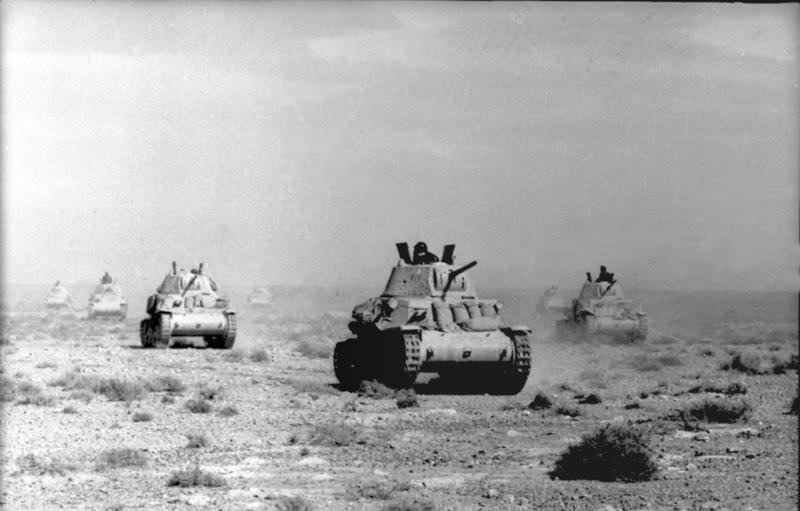
Els nous tancs Fiat M13/40 van començar a arribar a l'octubre del 1940.

El 10è Exèrcit va avançar aproximadament 12 milles (19 km) per dia, per permetre que les unitats no motoritzades es mantinguessin al dia i, a Sidi Barrani, van construir campaments fortificats. Les unitats blindades no havien efectuat moviments mecànics audaços ni moviments de flanqueig, el XXIII Cos havia protegit a la infanteria i el Desè Exèrcit va sofrir menys de 550 baixes. El Raggruppamento Maletti, el 1r Raggruppamento Carri i la 1a Divisió de Camises Negres del 23 de març no havien funcionat d'acord amb la teoria de la guerra blindada italiana. La falta de preparació, entrenament i organització havia portat a errors en el muntatge i l'adreça del Raggruppamento Maletti i l'excés de precaucions amb els altres batallons de tancs del 1r Raggruppamento Carri. La motorització precipitada de la 1a Divisió de Camises Negres 23 de març, que no havia estat entrenada com a divisió motoritzada, va desorganitzar la relació entre els conductors i la infanteria.
L'avanç va arribar a Sidi Barrani amb pèrdues modestes, però no va fer molt dany als britànics.[34] El 21 de setembre, quedaven seixanta-vuit tancs Fiat M11/39 dels setanta-dos enviats a Líbia. El 1r Batalló de Tancs Mitjans tenia nou tancs reparables i vint-i-tres irreparables, i el 2n Batalló de Tancs Mitjans tenia vint-i-vuit tancs reparables i vuit irreparables. S'esperava que la resistència del tanc mitjà italià augmentés quan comencessin els lliuraments del nou Fiat M13/40 armat amb un potent Cannone da 47/32 M35 de 47 mm. El II Batalló de Tancs Mitjans amb trenta-set tancs M13/40 va arribar a Líbia a principis d'octubre, seguit del «V Batalló de Tancs Mitjans» amb quaranta-sis tancs M13/40 el 12 de desembre. A mitjans de novembre, els italians tenien quatre-cents disset tancs mitjans i lleugers a Líbia i Egipte.
Wavell va escriure:
| «        | El major crèdit possible es deu al Brigadier Whe Gott, MC, al comandament del Grup de Suport, i al Tinent Coronel JC Campbell, MC, al comandament de l'Artilleria, per la manera freda i eficient en què es va realitzar aquesta retirada, també a les tropes per la seva resistència i habilitat tàctica. | » |
| — Wavell | |   |

Els treballs de reparació van començar a la carretera de la costa, que va passar a dir-se Via della Vittoria de Bardia, i una canonada d'aigua, que no s'esperava que estés llesta abans de mitjans de desembre, després de la qual es reprendria l'avenç fins a Matruh.
Mussolini va escriure el 26 d'octubre,
| «                  | Quaranta dies després de la captura de Sidi Barrani, em pregunto, a qui li ha servit això durant tant de temps, a nosaltres o als enemics? No dubto a contestar, ha estat de molta utilitat, de fet, més per a l'enemic ... És l'hora de preguntar si sents que vols continuar manant. | » |
| — Benito Mussolini | |   |

i dos dies després, el 28 d'octubre, els italians van envair Grècia, començant la Guerra greco-italiana. A Graziani se li va permetre continuar la planificació a un ritme pausat i es va programar un avenç italià a Matruh per a mitjans de desembre.

### Baixes
Del 9 al 16 de setembre, el Desè Exèrcit italià va tenir, de baixes, 120 morts i 410 ferits. Diversos tancs i camions es van avariar i es van perdre sis avions, dos d'ells per accidents.

### Operacions subseqüents
El 17 de setembre, la flota mediterrània va començar a fustigar les comunicacions italianes i es va minar el port de Benghazi. Un destructor i dos vaixells mercants van ser enfonsats amb torpedes, i un destructor va colpejar una mina en Benghazi i es va enfonsar. Els Blenheim de la RAF van destruir tres avions a terra a Benina. El camí a l'escarpa va ser bombardejat prop de Sollum per un canoner de la marina i altres objectius prop de Sidi Barrani van ser bombardejats per dos destructors, des d'on es van observar incendis i explosions. Els italians capturats van parlar de danys, víctimes i pèrdua de moral. Un intent de bombardejar Bardia per un creuer i destructors va ser frustrat per un atac dels avions torpediners italians, amb un torpede que va impactar la popa del creuer i el va posar fora de combat. Els bombardejos van continuar durant la calma, la qual cosa va portar als campaments i dipòsits a ser traslladats terra endins. Petites columnes britàniques en terra es van establir per treballar amb patrulles d'automòbils blindats, acostant-se als campaments italians, obtenint informació i dominant els voltants.

### Operació Compass
El 8 de desembre, els britànics van llançar l'Operació Compass, una incursió de cinc dies contra els campaments italians fortificats establerts en una línia defensiva als afores de Sidi Barrani. El general Berti estava de baixa per malaltia i Gariboldi havia pres temporalment el seu lloc. La incursió va tenir èxit i les poques unitats del 10é Exèrcit a Egipte que no van ser destruïdes es van veure obligades a retirar-se. Per l'11 de desembre, els britànics van començar una contraofensiva i la resta del 10è Exèrcit va ser derrotat ràpidament. Els britànics van perllongar l'operació per perseguir les restes del 10è Exèrcit a Sollum, Bardia, Tobruk, Derna, Mechili, Beda Fomm i El Agheila al Golf de Sirte. Els britànics van perdre 1,900 homes morts i ferits, aproximadament el deu per cent de la seva infanteria, en la captura de 133,298 presoners italians i libis, 420 tancs i més de 845 canons i avions. Els britànics no van poder continuar més enllà de l'Agheila, a causa dels vehicles avariats i desgastats i al desviament de les unitats millor equipades a la Campanya Grega.

### Ordre de batalla
Els 5è i 10è exèrcits italians el 10 de juny del 1940, el 10è. Exèrcit del 13 de setembre, la Força del Desert Occidental el 10 de juny i el 9 de desembre.
Comandant suprem de les forces italianes en el nord d'Àfrica: mariscal de l'aire Italo Balbo
10 de juny del 1940
5è Exèrcit, frontera occidental (Tunísia, General Italo Gariboldi)[43]
- X cos
  - 25a Divisió d'Infanteria de Bolonya
  - 60a Divisió d'Infanteria Sabratha
- XX cos
  - 17a Divisió d'Infanteria de Pavía
  - 61a Divisió d'Infanteria Sirte
  - 27a Divisió d'Infanteria Brescia
- XXIII Cos
  - 1a Divisió de camises negres Divisió 23 de març
  - 2a Divisió Negra 28 Ottobre
  - 2a Divisió libia Pescatore (reserva al 5è. exèrcit)

Desè exèrcit, frontera oriental, (Líbia, general Mario Berti, diputat per Gariboldi)
- XXI Cos
  - 63a Divisió d'Infanteria de Cirene
  - 62a Divisió d'Infanteria Marmarica
- XXII Cos
  - 64a Divisió d'infanteria Catanzaro
  - 4a Divisió Negra 3 Gennaio
  - 1a Divisió libia Sibille (10dt. reserva de l'exèrcit)
  - 5a Squadra, Règia Aeronautica

(El 10 de juny del 1940, hi havia 363 avions italians al nord d'Àfrica, dels quals 306 eren operatius, 57 eren entrenadors i 179 no eren disponibles).
- Bombarders 
  - 10è Stormo: 30 Savoia-Marchetti SM.79
  - 14è Stormo: 12 SM.79, 1 Fiat BR.20
  - 15è Stormo: 35 SM.79, 8 Savoia-Marchetti SM.81, 3 BR.20
  - 33è Stormo: 31 SM.79
- Avions de combat
  - 2n Stormo: 36 Fiat CR.32, 25 Fiat CR.42
  - 10è Gruppo: 27 Fiat CR.42
  - 50è Stormo: 11 Breda Ba.65 d'atac a terra, 3 IMAM Ro.41 de reconeixement, 23 Caproni Ca.310 bombarder lleuger i de reconeixement
- Reconeixement
  - 64è Gruppo: 8 IMAM Ro.37bis, 5 RO.1bis
  - 73è Gruppo: 6 RO.37bis, 1 RO.1bis
  - 143a Esquadrilla: CANT Z.501/6 de reconeixement marítim
- Colonial
  - I Gruppo Aviazione Presidi Coloniale: 18 Caproni Ca.309, CA.310, RO.37 com a bombarders lleugers i de reconeixement
  - II Gruppo Aviazione Presidi Coloniale : 21 CA.309, CA.310 i RO.37 com a bombarders lleugers i de reconeixement
- Comandant en cap d'Orient Mitjà, general Sir Archibald Wavell
  - Comandant de la Força del Desert Occidental: Tinent General RN O'Connor
- Setena Divisió Blindada: Comandant Major General M. O'Moore Creagh
  - 4a Brigada Blindada, Mersa Matruh
    - 1r. regiment de tancs reals
    - 6è regiment de tancs reals
    - 7a brigada blindada, Sidi Sulieman
    - 7a hússars
    - 8a hússars

  - Grup de Suport (Brigada d'Infanteria Motoritzada) Sidi Barrani
    - 1r Batalló KRRC
    - 2n Batalló motoritzat; The Rifle Brigade
    - 3r Batalló Coldstream Guards
    - 1r Royal Northumberland Fusiliers
    - 3r artilleria real de cavall
    - Bateria F de la 4a. d'artilleria de Royal Horse
    - 11è Regiment d'Hússars com a adjunt al grup de suport de la 7.ª Brigada Blindada

A Sidi Barrani amb operacions a la frontera entre Líbia i Egipte.
- Brigada d'infanteria del Caire - Guarnició per Mersa Matruh

Altres forces de la Commonwealth a Egipte
- 4a Divisió Índia (menys una brigada d'infanteria) Delta del Nil
  - 5a brigada d'infanteria índia
  - 11a brigada d'infanteria índia
  - Tropes divisionals
- 6a Divisió australiana, formació, Delta del Nil)

2a Divisió de Nova Zelanda, formació Delta del Nil)
13 de setembre del 1940
- Comandant suprem de les forces italianes al nord d'Àfrica: el mariscal Rodolfo Graziani
- XXI Cos (10.º Reserva de l'Exèrcit, Tobruk)
  - 61a Divisió d'Infanteria Sirte
  - 2a Divisió Negra 28 Ottobre
  - Batalló de tancs lleugers LX (L3)
- XXII Cos
  - 64a Divisió d'infanteria Catanzaro
  - 4a Divisió Negra 3 Gennaio
- XXIII Cos: Comandant General Annibale Bergonzoli
  - 1a Divisió de Camises Negres 23 de març, motoritzada per a la invasió d'Egipte
  - 62a Divisió d'Infanteria Marmárica; motoritzada parcialment per a la invasió
  - LXIII Batalló de tancs lleugers (L3); reforçant la Divisió 62 Marmarica
  - 63a Divisió d'infanteria Cirene; parcialment motoritzada per a la invasió
  - LXII Batalló de tancs lleugers (L3): reforçant la 63.ª Divisió de Cirene
  - 1a Divisió líbia Sibille (no motoritzada)
  - 2a. Divisió líbia Pescatore (no motoritzada)
  - IX batalló de tancs lleugers (L3) (reforçant la 2ª Divisió de Líbia Pescatore)

Comandament Carri Armati della Líbia
- 1r Raggruppamento Carri, en reserva al XXIII Cos, sota el comandament del 10.º Exèrcit
  - I Batalló de Tancs Mitjans (M11)
  - XXI Batalló de Tancs Lleugers (L3)
- 2n Raggruppamento Carri
  - XX Batalló de tancs lleugers (L3)
  - Batalló de tancs lleugers LXI (L3)
- Maletti Raggruppamento (part del XXIII Cos)
  - II batalló de tancs mitjans (M11)
  - 3 batallons d'infanteria libis motoritzats

Força del Desert Occidental Comandant en Cap de l'Orient Mitjà: General Sir Archibald Wavell Comandant de la Força del Desert Occidental: Tinent General RN O'Connor
- Tropes del Cos
  - 7è Batalló, Regiment de Tancs Reals, Matildas
  - 1a Royal Horse Artillery
  - 104a Royal Horse Artillery
  - 51è RA Regiment de camp
  - 7è Regiment Mitjans RA
  - 64è Regiment Mitjans RA
- 7a divisió blindada
  - 4a brigada blindada
  - 7a brigada blindada
  - Grup de Suport (Brigada d'Infanteria).
  - Tropes divisionals
- 4a Divisió índia
  - 5a Brigada d'infanteria índia
  - 11a Brigada d'infanteria índia
  - Tropes divisionals
  - 16a Brigada d'infanteria (adjunta a la 4ta divisió índia fins a l'11 de desembre de 1940
- 6a Divisió australiana (des de mitjan desembre)[44]
  - 16a Brigada d'infanteria australiana
  - 17a Brigada d'infanteria australiana
  - 16a Brigada d'Infanteria (adjunta de la 4ª Divisió Índia 11 de desembre)
  - Tropes divisionals
  - 7è RTR (adjunt de la 7a Divisió Blindada)
- Selby Force (Grup de Brigada per a la defensa de Mersa Matruh)[32][nota 4]